# سباستيان سجا
سباستيان سجا (بالإسبانية: Sebastián Saja capo) هو لاعب كرة قدم أرجنتيني في مركز حراسة المرمى، ولد في 5 يونيو 1979 في Brandsen ‏ في الأرجنتين. شارك مع منتخب الأرجنتين تحت 20 سنة لكرة القدم ومنتخب الأرجنتين لكرة القدم. أما مع النوادي، فقد لعب مع أيك أثينا وبنيارول ورايو فايكانو وغريميو بورتو أليغرينزي ونادي أمريكا ونادي بريشيا ونادي راسينغ ونادي سان لورينزو ونادي قرطبة.

## وصلات خارجية
- الموقع الرسمي
- سباستيان سجا على موقع قاعدة بيانات كرة القدم.إي يو (الإنجليزية)
- سباستيان سجا على موقع ناشيونال فوتبول تيمز (الإنجليزية)
- سباستيان سجا على موقع Soccerway.com (الإنجليزية)
- سباستيان سجا على موقع AS.com (الإسبانية)